# دنی لوپز (بازیکن فوتبال، زاده ۱۹۸۳)
دنی لوپز (انگلیسی: Dani López؛ زادهٔ ۷ اکتبر ۱۹۸۳) بازیکن فوتبال اهل اسپانیا است.
از باشگاه‌هایی که در آن بازی کرده‌است می‌توان به باشگاه فوتبال لاس پالماس، باشگاه فوتبال دپورتیوو آلاوس، باشگاه فوتبال ایراکلیس ۱۹۰۸، و باشگاه فوتبال نومانسیا اشاره کرد.